# Warasz (jezioro)
Warasz – jezioro w woj. wielkopolskim, w powiecie czarnkowsko-trzcianeckim, w gminie Drawsko, leżące na terenie Kotlinie Gorzowskiej.

## Dane morfometryczne
Powierzchnia zwierciadła wody według różnych źródeł wynosi od 5,0 ha przez 6,1 ha do 10,94 ha (lustra wody) lub 11,94 ha (ogólna).
Zwierciadło wody położone jest na wysokości 49,5 m n.p.m. lub 49,3 m n.p.m. Średnia głębokość jeziora wynosi 0,7 m, natomiast głębokość maksymalna 1,3 m.

## Hydronimia
Według urzędowego spisu opracowanego przez Komisję Nazw Miejscowości i Obiektów Fizjograficznych (KNMiOF) nazwa tego jeziora to Warasz.